# Distretto di Prakasam
Prakasam è un distretto dell'India di 3 054 941 abitanti. Capoluogo del distretto è Ongole.